# Oporinia virgata
Oporinia virgata là một loài bướm đêm trong họ Geometridae.